# Tournoi de Dubaï de rugby à sept 2019
Ne doit pas être confondu avec Tournoi féminin de Dubaï de rugby à sept 2019.
Navigation
2018 2020
Le tournoi de Dubaï de rugby à sept 2019 (en anglais : Dubai Rugby Sevens 2019) est la première étape la saison 2019-2020 du World Rugby Sevens Series. Elle se déroule du 5 au 7 décembre 2019 au The Sevens à Dubaï, aux Émirats arabes unis. L'équipe d'Afrique du Sud remporte le tournoi pour la septième fois en battant la Nouvelle-Zélande en finale 15-0.
Les leçons à retenir du Dubai Sevens

## Format
En fonction du résultat du tournoi précédent, ou du classement de la saison passée pour le premier tournoi de la saison à Dubaï, les équipes sont réparties en chapeaux avant tirage au sort pour former quatre poules de quatre équipes. Chaque équipe joue les trois autres membres de sa poule et un classement est établi, tout d'abord sur le nombre de points (victoire 3 points, nul 2 points, défaite 1 point) puis sur le goal-average général. Les deux premiers de chaque poule passent en quart de finale de la Cup et les deux derniers jouent des matches de classement de la 9e à la 15e place (le Challenge Trophy disparaît donc). Les équipes vaincues en quart de finale de la Cup ne sont plus reversées en demi-finales de classement, mais sont classées selon les points et goal-average obtenus en poules. Les équipes battues en demi-finales de la Cup disputent un dernier match de classement pour la troisième place.

## Équipes participantes
Seize équipes participent au tournoi (quinze équipes membres permanents du championnat plus l'équipe du Japon) :
- Afrique du Sud
- Angleterre
- Argentine
- Australie
- Canada
- Écosse
- Espagne
- États-Unis
- France
- Fidji
- Pays de Galles
- Irlande
- Kenya
- Nouvelle-Zélande
- Samoa
- Japon  (invitée)

## Phase de poules
| Légende | Légende                                 |
| ------- | --------------------------------------- |
|         | Qualifiées en quart de finale de la Cup |

### Poule A
| Rang | Pays      | J | V | N | D | Pm | Pe | Diff | Pts |
| ---- | --------- | - | - | - | - | -- | -- | ---- | --- |
| 1    | France    | 3 | 2 | 0 | 1 | 67 | 39 | +28  | 7   |
| 2    | Argentine | 3 | 2 | 0 | 1 | 67 | 40 | +27  | 7   |
| 3    | Fidji     | 3 | 2 | 0 | 1 | 69 | 55 | +14  | 7   |
| 4    | Japon     | 3 | 0 | 0 | 3 | 29 | 98 | -69  | 3   |

| 5 décembre 2019 | France | 12 - 10 | Argentine | The Sevens, Dubaï |
| 5 décembre 2019 |        |         |           | The Sevens, Dubaï |
| 5 décembre 2019 |        |         |           | The Sevens, Dubaï |

| 5 décembre 2019 | Fidji | 24 - 17 | Japon | The Sevens, Dubaï |
| 5 décembre 2019 |       |         |       | The Sevens, Dubaï |
| 5 décembre 2019 |       |         |       | The Sevens, Dubaï |

| 6 décembre 2019 | France | 41 - 5 | Japon | The Sevens, Dubaï |
| 6 décembre 2019 |        |        |       | The Sevens, Dubaï |
| 6 décembre 2019 |        |        |       | The Sevens, Dubaï |

| 6 décembre 2019 | Fidji | 21 - 24 | Argentine | The Sevens, Dubaï |
| 6 décembre 2019 |       |         |           | The Sevens, Dubaï |
| 6 décembre 2019 |       |         |           | The Sevens, Dubaï |

| 6 décembre 2019 | Argentine | 33 - 7 | Japon | The Sevens, Dubaï |
| 6 décembre 2019 |           |        |       | The Sevens, Dubaï |
| 6 décembre 2019 |           |        |       | The Sevens, Dubaï |

| 6 décembre 2019 | Fidji | 24 - 14 | France | The Sevens, Dubaï |
| 6 décembre 2019 |       |         |        | The Sevens, Dubaï |
| 6 décembre 2019 |       |         |        | The Sevens, Dubaï |

### Poule B
| Rang | Pays       | J | V | N | D | Pm  | Pe  | Diff | Pts |
| ---- | ---------- | - | - | - | - | --- | --- | ---- | --- |
| 1    | Australie  | 3 | 3 | 0 | 0 | 112 | 47  | +65  | 9   |
| 2    | États-Unis | 3 | 2 | 0 | 1 | 67  | 64  | +3   | 7   |
| 3    | Irlande    | 3 | 1 | 0 | 2 | 71  | 98  | -27  | 5   |
| 4    | Écosse     | 3 | 0 | 0 | 3 | 64  | 105 | -41  | 3   |

| 5 décembre 2019 | Australie | 43 - 14 | Écosse | The Sevens, Dubaï |
| 5 décembre 2019 |           |         |        | The Sevens, Dubaï |
| 5 décembre 2019 |           |         |        | The Sevens, Dubaï |

| 5 décembre 2019 | États-Unis | 24 - 19 | Irlande | The Sevens, Dubaï |
| 5 décembre 2019 |            |         |         | The Sevens, Dubaï |
| 5 décembre 2019 |            |         |         | The Sevens, Dubaï |

| 6 décembre 2019 | Australie | 45 - 21 | Irlande | The Sevens, Dubaï |
| 6 décembre 2019 |           |         |         | The Sevens, Dubaï |
| 6 décembre 2019 |           |         |         | The Sevens, Dubaï |

| 6 décembre 2019 | États-Unis | 31 - 21 | Écosse | The Sevens, Dubaï |
| 6 décembre 2019 |            |         |        | The Sevens, Dubaï |
| 6 décembre 2019 |            |         |        | The Sevens, Dubaï |

| 6 décembre 2019 | Écosse | 29 - 31 | Irlande | The Sevens, Dubaï |
| 6 décembre 2019 |        |         |         | The Sevens, Dubaï |
| 6 décembre 2019 |        |         |         | The Sevens, Dubaï |

| 6 décembre 2019 | États-Unis | 12 - 24 | Australie | The Sevens, Dubaï |
| 6 décembre 2019 |            |         |           | The Sevens, Dubaï |
| 6 décembre 2019 |            |         |           | The Sevens, Dubaï |

### Poule C
| Rang | Pays             | J | V | N | D | Pm  | Pe | Diff | Pts |
| ---- | ---------------- | - | - | - | - | --- | -- | ---- | --- |
| 1    | Nouvelle-Zélande | 3 | 3 | 0 | 0 | 107 | 21 | +86  | 9   |
| 2    | Samoa            | 3 | 2 | 0 | 1 | 57  | 64 | -7   | 7   |
| 3    | Canada           | 3 | 1 | 0 | 2 | 50  | 64 | -14  | 5   |
| 4    | Pays de Galles   | 3 | 0 | 0 | 3 | 33  | 98 | -65  | 3   |

| 5 décembre 2019 | Samoa | 19 - 12 | Canada | The Sevens, Dubaï |
| 5 décembre 2019 |       |         |        | The Sevens, Dubaï |
| 5 décembre 2019 |       |         |        | The Sevens, Dubaï |

| 5 décembre 2019 | Nouvelle-Zélande | 36 - 7 | Pays de Galles | The Sevens, Dubaï |
| 5 décembre 2019 |                  |        |                | The Sevens, Dubaï |
| 5 décembre 2019 |                  |        |                | The Sevens, Dubaï |

| 6 décembre 2019 | Samoa | 31 - 12 | Pays de Galles | The Sevens, Dubaï |
| 6 décembre 2019 |       |         |                | The Sevens, Dubaï |
| 6 décembre 2019 |       |         |                | The Sevens, Dubaï |

| 6 décembre 2019 | Nouvelle-Zélande | 31 - 7 | Canada | The Sevens, Dubaï |
| 6 décembre 2019 |                  |        |        | The Sevens, Dubaï |
| 6 décembre 2019 |                  |        |        | The Sevens, Dubaï |

| 6 décembre 2019 | Canada | 31 - 14 | Pays de Galles | The Sevens, Dubaï |
| 6 décembre 2019 |        |         |                | The Sevens, Dubaï |
| 6 décembre 2019 |        |         |                | The Sevens, Dubaï |

| 6 décembre 2019 | Nouvelle-Zélande | 40 - 7 | Samoa | The Sevens, Dubaï |
| 6 décembre 2019 |                  |        |       | The Sevens, Dubaï |
| 6 décembre 2019 |                  |        |       | The Sevens, Dubaï |

### Poule D
| Rang | Pays           | J | V | N | D | Pm | Pe | Diff | Pts |
| ---- | -------------- | - | - | - | - | -- | -- | ---- | --- |
| 1    | Afrique du Sud | 3 | 3 | 0 | 0 | 71 | 31 | +40  | 9   |
| 2    | Angleterre     | 3 | 2 | 0 | 1 | 62 | 31 | +31  | 7   |
| 3    | Espagne        | 3 | 1 | 0 | 2 | 34 | 90 | -56  | 5   |
| 4    | Kenya          | 3 | 0 | 0 | 3 | 36 | 51 | -15  | 3   |

| 5 décembre 2019 | Angleterre | 36 - 7 | Espagne | The Sevens, Dubaï |
| 5 décembre 2019 |            |        |         | The Sevens, Dubaï |
| 5 décembre 2019 |            |        |         | The Sevens, Dubaï |

| 5 décembre 2019 | Afrique du Sud | 17 - 12 | Kenya | The Sevens, Dubaï |
| 5 décembre 2019 |                |         |       | The Sevens, Dubaï |
| 5 décembre 2019 |                |         |       | The Sevens, Dubaï |

| 6 décembre 2019 | Angleterre | 12 - 5 | Kenya | The Sevens, Dubaï |
| 6 décembre 2019 |            |        |       | The Sevens, Dubaï |
| 6 décembre 2019 |            |        |       | The Sevens, Dubaï |

| 6 décembre 2019 | Afrique du Sud | 35 - 5 | Espagne | The Sevens, Dubaï |
| 6 décembre 2019 |                |        |         | The Sevens, Dubaï |
| 6 décembre 2019 |                |        |         | The Sevens, Dubaï |

| 6 décembre 2019 | Espagne | 22 - 19 | Kenya | The Sevens, Dubaï |
| 6 décembre 2019 |         |         |       | The Sevens, Dubaï |
| 6 décembre 2019 |         |         |       | The Sevens, Dubaï |

| 6 décembre 2019 | Afrique du Sud | 19 - 14 | Angleterre | The Sevens, Dubaï |
| 6 décembre 2019 |                |         |            | The Sevens, Dubaï |
| 6 décembre 2019 |                |         |            | The Sevens, Dubaï |

## Phase finale
Résultats de la phase finale.

### Cup
|  | Quarts de finale | Quarts de finale |                  |                 | Demi-finales           | Demi-finales           |   |  | Finale          | Finale          |
|  | Quarts de finale | Quarts de finale |                  |                 | Demi-finales           | Demi-finales           |   |  | Finale          | Finale          |
|  |                  |                  |                  |                 |                        |                        |   |  |                 |                 |
|  | 7 décembre 2019  | 7 décembre 2019  |                  |                 | 7 décembre 2019        | 7 décembre 2019        |   |  | 7 décembre 2019 | 7 décembre 2019 |
|  | 7 décembre 2019  | 7 décembre 2019  |                  |                 | 7 décembre 2019        | 7 décembre 2019        |   |  | 7 décembre 2019 | 7 décembre 2019 |
|  | France           | 12               |                  |                 | 7 décembre 2019        | 7 décembre 2019        |   |  | 7 décembre 2019 | 7 décembre 2019 |
|  | France           | 12               |                  |                 | 7 décembre 2019        | 7 décembre 2019        |   |  | 7 décembre 2019 | 7 décembre 2019 |
|  | Angleterre       | 19               |                  |                 | 7 décembre 2019        | 7 décembre 2019        |   |  | 7 décembre 2019 | 7 décembre 2019 |
|  | Angleterre       | 19               | Angleterre       | 12              |                        |                        |   |  | 7 décembre 2019 | 7 décembre 2019 |
|  | 7 décembre 2019  |                  | Angleterre       | 12              |                        |                        |   |  | 7 décembre 2019 | 7 décembre 2019 |
|  |                  | Nouvelle-Zélande | 19               |                 |                        |                        |   |  | 7 décembre 2019 | 7 décembre 2019 |
|  | Nouvelle-Zélande | Nouvelle-Zélande | 19               | 26              |                        |                        |   |  | 7 décembre 2019 | 7 décembre 2019 |
|  | Nouvelle-Zélande |                  |                  | 26              |                        |                        |   |  | 7 décembre 2019 | 7 décembre 2019 |
|  | États-Unis       | 5                |                  |                 |                        |                        |   |  | 7 décembre 2019 | 7 décembre 2019 |
|  | États-Unis       | 5                | Nouvelle-Zélande | 0               |                        |                        |   |  |                 |                 |
|  | 7 décembre 2019  |                  | Nouvelle-Zélande | 0               |                        |                        |   |  |                 |                 |
|  |                  | Afrique du Sud   | 15               |                 |                        |                        |   |  |                 |                 |
|  | Afrique du Sud   | Afrique du Sud   | 15               | 12              |                        |                        |   |  |                 |                 |
|  | Afrique du Sud   | 7 décembre 2019  |                  | 12              |                        |                        |   |  |                 |                 |
|  | Argentine        | 5                |                  |                 |                        |                        |   |  |                 |                 |
|  | Argentine        | 5                | Afrique du Sud   | 38              |                        |                        |   |  |                 |                 |
|  | 7 décembre 2019  | 7 décembre 2019  | Afrique du Sud   | 38              | Match pour la 3e place | Match pour la 3e place |   |  |                 |                 |
|  | 7 décembre 2019  | 7 décembre 2019  |                  | Samoa           | Match pour la 3e place | Match pour la 3e place | 7 |  |                 |                 |
|  | Australie        | 14               | 7 décembre 2019  | 7 décembre 2019 |                        |                        | 7 |  |                 |                 |
|  | Australie        | 14               | 7 décembre 2019  | 7 décembre 2019 |                        |                        |   |  |                 |                 |
|  | Samoa            | 19               |                  | Angleterre      | 19                     |                        |   |  |                 |                 |
|  | Samoa            | 19               |                  | Angleterre      | 19                     |                        |   |  |                 |                 |
|  |                  |                  |                  |                 |                        |                        |   |  | Samoa           | 17              |
|  |                  |                  |                  |                 |                        |                        |   |  | Samoa           | 17              |

Finale
| 7 décembre 2019 | Nouvelle-Zélande | 0 - 15 (0-5)                                                             | Afrique du Sud | The Sevens, Dubaï Arbitre : Jordan Way |
| 7 décembre 2019 |                  | Essai(s) : Siviwe Soyizwapi (4e), Chris Dry (10e), Seabelo Senatla (14e) |                | The Sevens, Dubaï Arbitre : Jordan Way |
| 7 décembre 2019 |                  |                                                                          |                | The Sevens, Dubaï Arbitre : Jordan Way |

### Matchs de classement

#### 15e place
| 7 décembre 2019 | Pays de Galles | 38 - 12 (14-12) | Japon | The Sevens, Dubaï Arbitre : Matt Rodden |
| 7 décembre 2019 |                |                 |       | The Sevens, Dubaï Arbitre : Matt Rodden |
| 7 décembre 2019 |                |                 |       | The Sevens, Dubaï Arbitre : Matt Rodden |

#### 13e place
| 7 décembre 2019 | Kenya | 26 - 14 (14-0) | Écosse | The Sevens, Dubaï Arbitre : Francisco Gonzalez |
| 7 décembre 2019 |       |                |        | The Sevens, Dubaï Arbitre : Francisco Gonzalez |
| 7 décembre 2019 |       |                |        | The Sevens, Dubaï Arbitre : Francisco Gonzalez |

#### 11e place
| 7 décembre 2019 | Irlande | 14 - 19 (7-12) | Espagne | The Sevens, Dubaï Arbitre : Richard Haughton |
| 7 décembre 2019 |         |                |         | The Sevens, Dubaï Arbitre : Richard Haughton |
| 7 décembre 2019 |         |                |         | The Sevens, Dubaï Arbitre : Richard Haughton |

#### 9e place
| 7 décembre 2019 | Fidji | 40 - 17 (12-5) | Canada | The Sevens, Dubaï Arbitre : James Doleman |
| 7 décembre 2019 |       |                |        | The Sevens, Dubaï Arbitre : James Doleman |
| 7 décembre 2019 |       |                |        | The Sevens, Dubaï Arbitre : James Doleman |

## Bilan

### Classement du tournoi
| Cup                | Equipes          | Points | Clt | Equipes        | Points |
| ------------------ | ---------------- | ------ | --- | -------------- | ------ |
| Médaille d'or      | Afrique du Sud   | 22     | 9e  | Fidji          | 8      |
| Médaille d'argent  | Nouvelle-Zélande | 19     | 10e | Canada         | 7      |
| Médaille de bronze | Angleterre       | 17     | 11e | Espagne        | 6      |
| 4e                 | Samoa            | 15     | 12e | Irlande        | 5      |
| 5e                 | Australie        | 13     | 13e | Kenya          | 4      |
| 6e                 | France           | 12     | 14e | Écosse         | 3      |
| 7e                 | Argentine        | 11     | 15e | Pays de Galles | 2      |
| 8e                 | États-Unis       | 10     | 16e | Japon          | 1      |

### Statistiques joueurs
- Meilleur marqueur d'essai du tournoi[10] :  Jordan Conroy (7 essais)
- Meilleur réalisateur du tournoi[11] :  Jordan Conroy  (35 points)
- Impact Player[12] :  Rosko Specman
- Meilleur joueur de la finale :  Rosko Specman

- Équipe type :

| Avants                                   | Trois-quarts                                           |
| ---------------------------------------- | ------------------------------------------------------ |
| Lachie Anderson Scott Curry Tone Ng Shiu | Tomasi Alosio Daniel Bibby Jordan Conroy Rosko Specman |